# Amt Elten
Das Amt Elten war bis 1969 ein Amt im Kreis Rees in Nordrhein-Westfalen. Es ging aus der Bürgermeisterei Elten hervor. Sein Gebiet gehört heute zur Stadt Emmerich am Rhein im Kreis Kleve.

## Bürgermeisterei Elten
Das reichsunmittelbare Territorium Stift Elten fiel 1802 an Preußen und fiel durch den Frieden von Tilsit, bei dem Preußen 1807 auf seine Besitzungen westlich der Elbe verzichten musste, im Januar 1808 an den französischen Satellitenstaat Großherzogtum Berg. Dort gehörte das Gebiet zum Kanton Emmerich im Arrondissement Essen. Nach französischem Muster wurden in den Kantonen als unterste Verwaltungsebene Mairien (Bürgermeistereien) eingerichtet, darunter auch die Mairie Elten. Ende 1810 wurde das Gebiet von Frankreich annektiert und gehörte nun zum Arrondissement Rees des Départements Lippe. Nachdem 1814 das Gebiet um Elten wieder an Preußen gefallen war, wurde aus der Mairie Elten die preußische Bürgermeisterei Elten, die 1816 zum neuen Kreis Rees in der Provinz Jülich-Kleve-Berg, der späteren Rheinprovinz kam.

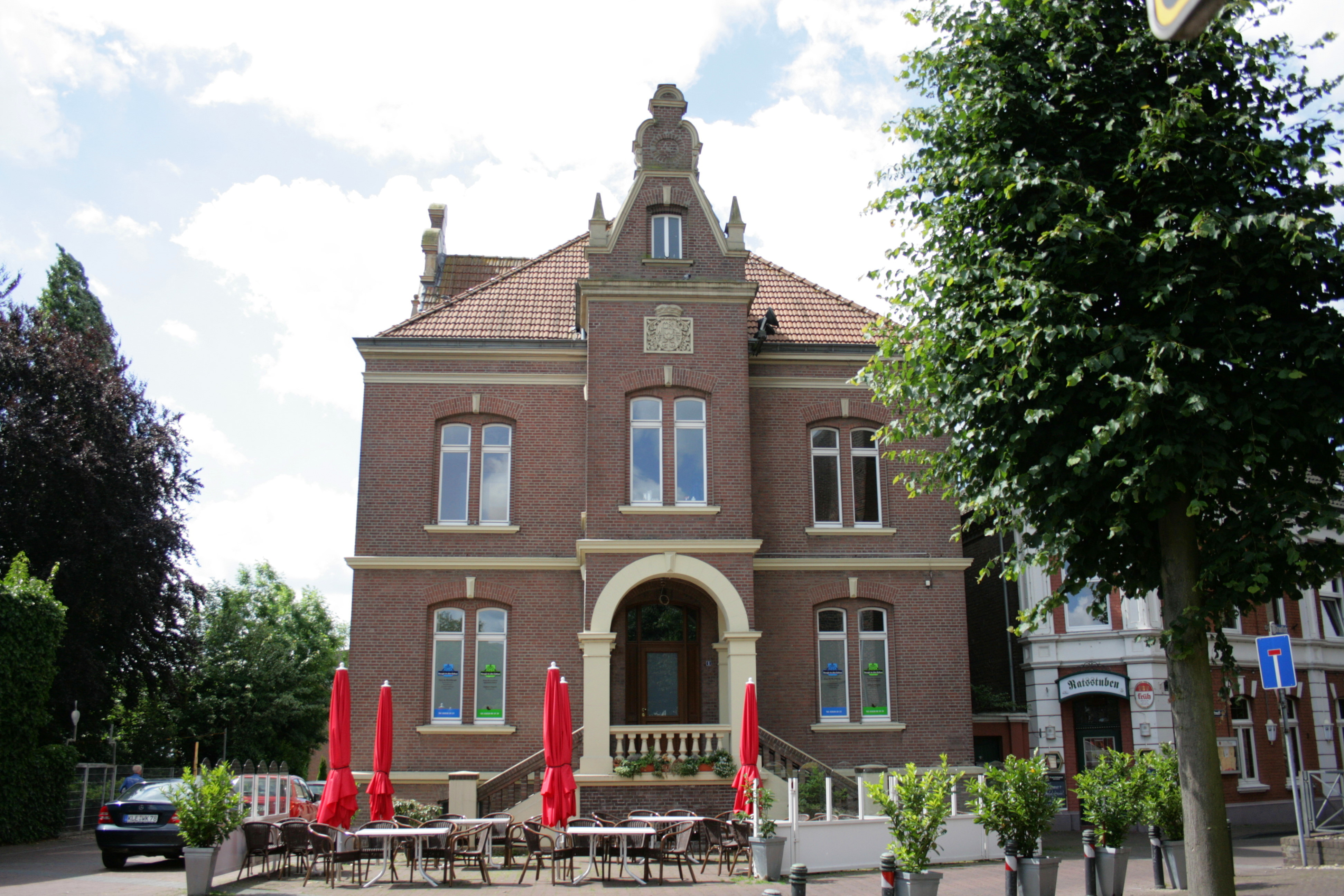
Altes Rathaus Elten

Die Bürgermeisterei Elten umfasste die vier Gemeinden Borghees, Elten, Grondstein-Steinward und Hüthum.

## Amt Elten
Am Ende des Jahres 1927 wurde die Bezeichnung aller rheinischen Landbürgermeistereien in „Amt“ geändert. Die Bürgermeisterei Elten hieß seitdem Amt Elten.
Die Gemeinde Grondstein-Steinward wurde am 1. Januar 1935 nach Elten eingemeindet. Am 1. Oktober 1937 wurde die Gemeinde Klein-Netterden, die bis 1934 das Amt Emmerich-Land gebildet hatte, in das Amt Elten eingegliedert.
Nach dem Ende des Zweiten Weltkriegs wurde 1945 durch die britischen Besatzungsbehörden die Gemeinde Klein-Netterden in die Stadt Emmerich eingemeindet; diese Eingemeindung wurde 1952 wieder rückgängig gemacht.
Die Gemeinde Elten stand von 1949 bis 1963 unter „vorläufiger Auftragsverwaltung“ durch die Niederlande. Das Amt Elten umfasste zuletzt vier Gemeinden:
- Borghees
- Elten
- Hüthum
- Klein-Netterden

Am 1. Juli 1969 wurde das Amt Elten durch das Gesetz zur Neugliederung von Gemeinden des Landkreises Rees aufgelöst. Borghees, Hüthum und Klein-Netterden wurden Teil der Stadt Emmerich, während Elten zunächst eine amtsfreie Gemeinde blieb und erst am 1. Januar 1975 durch das Niederrhein-Gesetz Teil der Stadt Emmerich wurde, die gleichzeitig zum Kreis Kleve kam und seit 2001 Emmerich am Rhein heißt.

## Einwohnerentwicklung
| Jahr      | Einwohner | Quelle    |
| Bm. Elten | Bm. Elten | Bm. Elten |
| --------- | --------- | --------- |
| 1828      | 2392      | [ 8 ]     |
| 1871      | 2841      | [ 9 ]     |
| 1885      | 3618      | [ 10 ]    |
| 1895      | 3833      | [ 11 ]    |
| 1910      | 5109      | [ 12 ]    |
| Amt Elten |           |           |
| 1939      | 4850      | [ 13 ]    |
| 1961      | 5917      | [ 14 ]    |

## Bürgermeister
- 1890–193100Eduard Zeck

(ab 1928 Amtsbürgermeister)